# Jehan d'Abundance
Jehan d'Abundance est le pseudonyme d'un poète français et auteur de farce qui vécut dans la première moitié du XVIe siècle. Il signait aussi Maistre Tyburce. On a de lui diverses moralités, mystères et farces (La Cornette) qu'Antoine du Verdier cite dans sa Bibliothèque française. Henri Dontenville lui a le premier attribué la paternité du Disciple de Pantagruel.

## Œuvres
- La Guerre et le débat entre la langue, les membres et le ventre : c'est assavoir : la langue, les yeulx, les oreilles, le nez, les mains, les pieds quilz ne veullent plus rien bailler ne administrer au ventre. Et cessent chacun de besongner. Nouvellement imprimé à Paris. Paris, Crapelet pour Silvestre. 10 mai 1840. Ouvrage rare.

"Son crie dans vins claretz vermeils ou blans

A dix deniers deux sols ou quatre blancz

Escouter fault lequel est le meilleur"
- Le Testament de Carmentrant à VIII personnaiges
- Deux jeux de Carnaval de la fin du Moyen Âge: La Bataille de Sainct Pensard à l'encontre de Caresme et Le Testament de Carmentrant, Librairie Droz, Paris-Genève, 1978
- Les Grans et Merveilleux Faictz du Seigneur Nemo, avec les privilleges qu’il a et la puissance qu’il peult avoir depuis le commencement du monde jusques à la fin